# Vörösmellű koronásgalamb

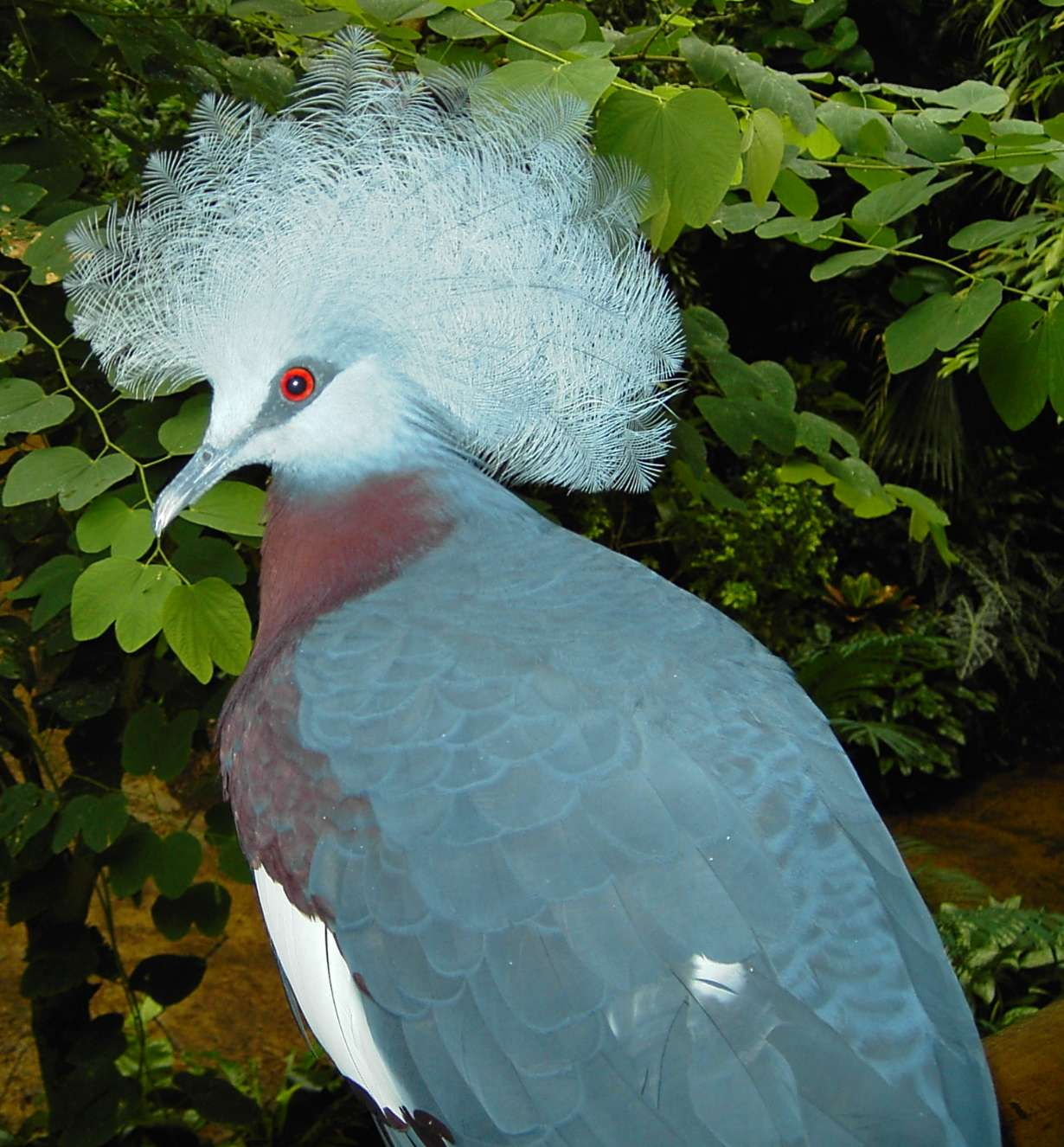
Goura scheepmakeri sclateri

A vörösmellű koronásgalamb (Goura scheepmakeri) a madarak osztályának galambalakúak (Columbiformes) rendjébe és a galambfélék (Columbidae) családjába tartozó faj.

## Előfordulása
Új-Guinea szigetén él, a szigetnek mind az Indonéziához, mind a Pápua Új-Guineához tartozó részén honos.
Nyílt erdők lakója.

## Alfajai
- Goura scheepmakeri scheepmakeri
- Goura scheepmakeri sclaterii
- Goura scheepmakeri wadai

## Megjelenése
Testhossza 75 centiméter. A legnagyobb galambfélék közé tartozik. Vörös szemgyűrűje és sötét szemsávja van. Fejét legyezőszerűen széttárt csipkés tollkorona díszíti. Mellén vörös foltot, szárnyán fehér szárnyfoltot visel.

## Életmódja
Nehéz testével rosszul repül, ezért a talajon keresgéli gyümölcsökből, magvakból és bogyókból álló táplálékát.